# متیلورینی
متیلورینی (نام علمی: Metailurini) نام یک تبار از تیره گربه‌ایان است.